# N-メチルピロリドン
N-メチル-2-ピロリドン (N-methylpyrrolidone、NMP) はラクタム構造を含む 5員環の構造を持つ有機化合物で、極性溶媒のひとつである。別名は N-メチルピロリドン、N-メチルピロリジン-2-オン、1-メチル-2-ピロリドン、N-メチル-2-ピロリジノン (N-methylpyrrolidinone)、M-Pyrol などである。

## 特徴
無色またはわずかに黄色がかった液体であり、水や酢酸エチル、クロロホルム、ベンゼン、低級アルコールや低級ケトンといったさまざまな溶媒と混ざり合うことができる。ジメチルホルムアミド (DMF) やジメチルアセトアミド (DMA)、ジメチルスルホキシド (DMSO)、アセトニトリル 等と同じく非プロトン性極性溶媒に属する。

## 製法
N-メチル-2-ピロリドンは、γ-ブチロラクトンとメチルアミンとを縮合させて得る

## 用途
高い溶解性を持つため、特に高分子化学の分野を中心に様々な物質に対する溶媒として用いられる。また各種繊維やレジン樹脂、金属皮膜プラスチックの表面処理時の溶媒や、ペンキはがし剤としても用いられる。
N-メチル-2-ピロリドンとその誘導体は農薬や医薬品、繊維助剤、可塑剤、安定化剤、特殊インクなどの中間体として用いられることもある。またナイロンの前駆体でもある。ゴムの分野ではスチレン・ブタジエンゴム (SBR) ラテックス製品に用いられ、エレクトロニクス産業においてはプリント基板の製作に用いられる。